# Herrensitz Hackenhofen

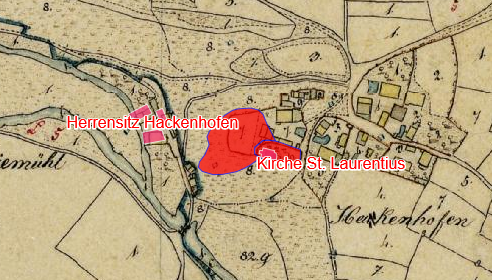
Lageplan des Herrensitzes Hackenhofen auf dem Urkataster von Bayern

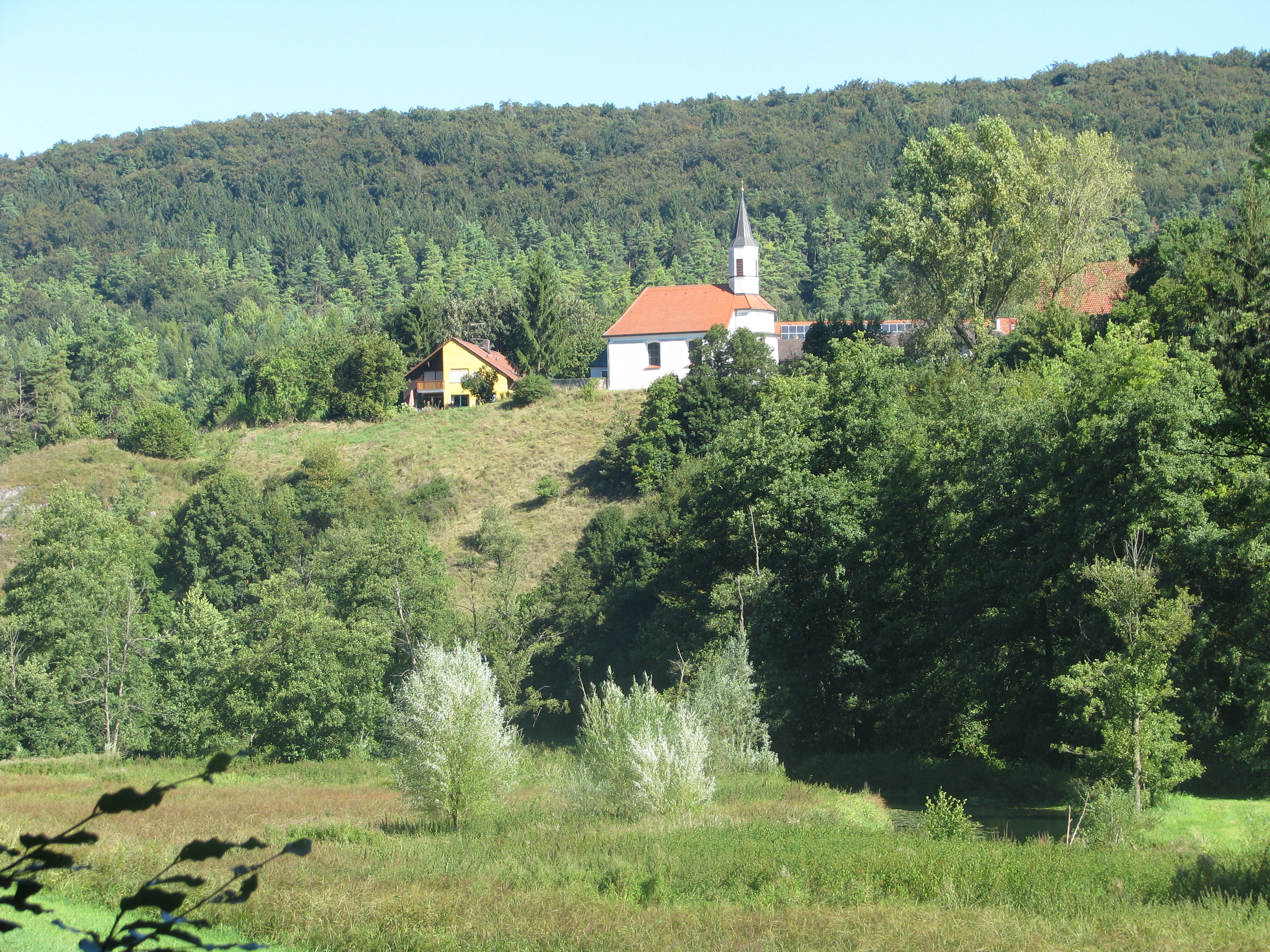
Ansicht von Hackenhofen

Das abgegangene Herrensitz Hackenhofen lag westlich der Kirche St. Laurentius von Hackenhofen, einem Ortsteil der Stadt Parsberg im Oberpfälzer Landkreis Neumarkt in der Oberpfalz in Bayern. Die Anlage wird als Bodendenkmal unter der Aktennummer D-3-6836-0165 im Bayernatlas als „mittelalterlicher Adelssitz von Hackenhofen“ geführt.